# Distoleon recurvus
Distoleon recurvus is een insect uit de familie van de mierenleeuwen (Myrmeleontidae), die tot de orde netvleugeligen (Neuroptera) behoort. 
Distoleon recurvus is voor het eerst wetenschappelijk beschreven door Navás in 1912.